# Johann Haller (Politiker)
Johann Haller (* 19. Juni 1883 in Oberlaa; † 9. Mai 1949 in Wien) war ein österreichischer Gastwirt, Landwirt und Politiker (ÖVP). Haller war Abgeordneter zum Landtag von Niederösterreich und  Landesrat in der Niederösterreichischen Landesregierung.
Haller absolvierte eine Lehre im Gastgewerbe und geriet im Ersten Weltkrieg in russische Kriegsgefangenschaft. Nach seiner Rückkehr aus dem Krieg siedelte er sich in Sollenau an, wo er als Gastwirt und Landwirt tätig war. Er war vom 21. Mai 1932 bis zum 30. Oktober 1934 Abgeordneter zum Landtag von Niederösterreich und hatte zudem zwischen dem 15. Dezember 1933 und dem 12. März 1938 das Amt eines Landesrats in der Niederösterreichischen Landesregierung inne. Nach der Machtübernahme der Nationalsozialisten wurde Haller 1938 verhaftet. Nach dem Ende des Zweiten Weltkriegs hatte Haller zwischen dem 12. Dezember 1945 und dem 9. Mai 1949 erneut das Amt eines Landesrates in der Niederösterreichischen Landesregierung inne. 
Er starb nach langer und schwerer Krankheit im Allgemeinen Krankenhaus der Stadt Wien.